# Couronne de Bohême-Moravie
Cet article concerne la monnaie de la Bohême-Moravie sous occupation allemande pendant la Seconde Guerre mondiale. Pour l'ancienne entité territoriale, voir Couronne de Bohême.
La couronne de Bohême-Moravie (en tchèque Koruna Protektorát Čechy a Morava, littéralement « couronne du Protectorat de Bohême-Moravie ») était l'unité monétaire principale du Protectorat de Bohême-Moravie, de 1939 à 1945. La couronne est divisée en 100 halers (en tchèque : haléř au singulier et haléřů au pluriel).

## Histoire de la monnaie du Protectorat de Bohême-Moravie
Le 14 mars 1939, la diète autonome proclamait la République slovaque. Le lendemain, l'armée allemande occupait le territoire tchèque et instituait le Protectorat de Bohême-Moravie. De 1939 à 1945, la couronne tchécoslovaque va être remplacée par deux nouvelles unités monétaires : la couronne de Bohême et de Moravie et la couronne slovaque. Dès la restauration de la république dans ses frontières initiales en mai 1945, la couronne tchécoslovaque fut rétablie, remplaçant à parité les 2 monnaies précédentes.

## Les pièces de monnaie du Protectorat de Bohême-Moravie

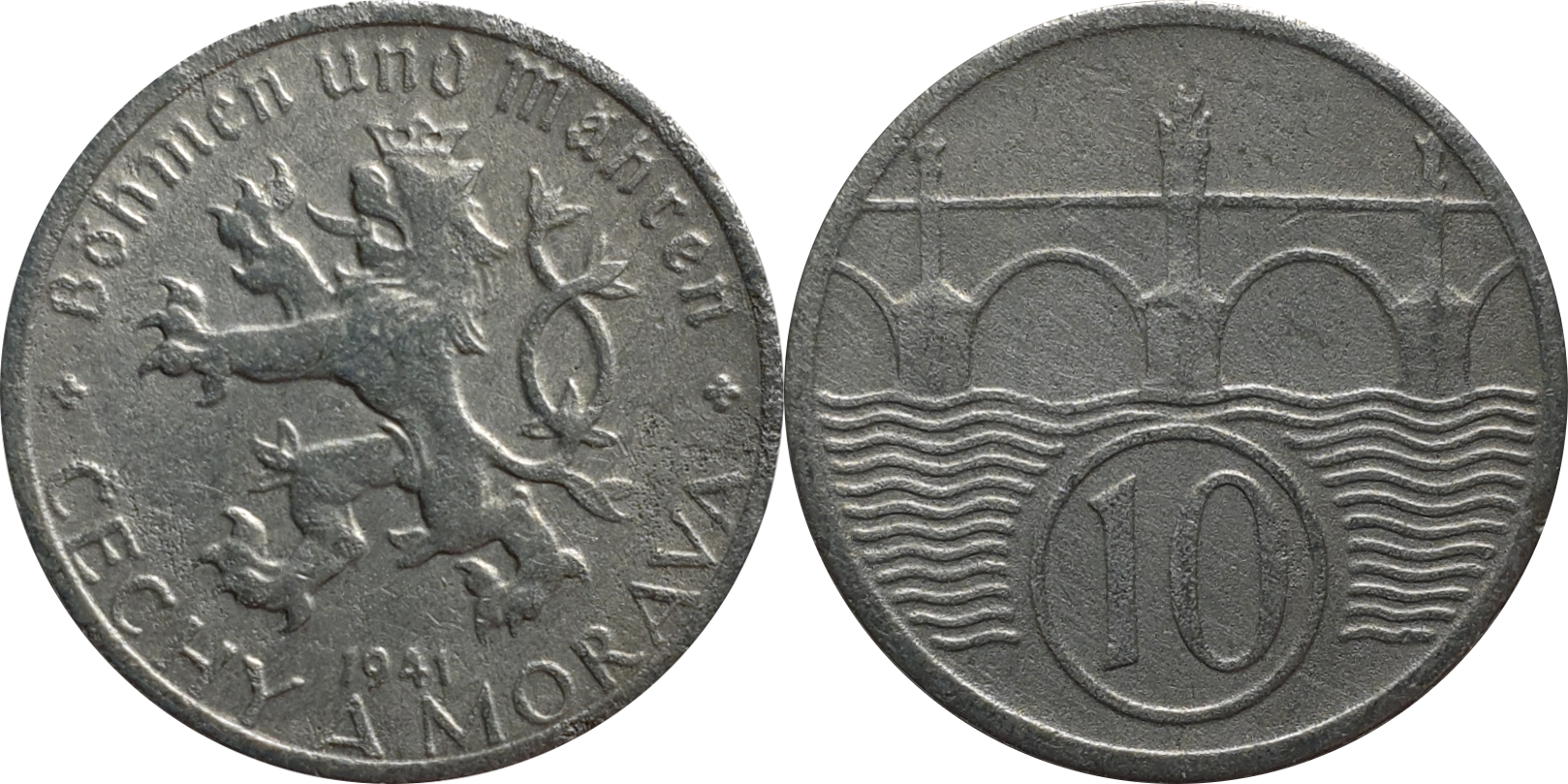
Avers et revers de la pièce de 10 halers (zinc, 1941).

- La pièce (1940-1944) de 10 halers en zinc
- La pièce (1940-1944) de 20 halers en zinc
- La pièce (1940-1944) de 50 halers en zinc
- La pièce (1941-1944) de 1 couronne en zinc